# Progoniadides laevis
Progoniadides laevis är en ringmaskart som beskrevs av Hartmann-Schröder 1977. Progoniadides laevis ingår i släktet Progoniadides och familjen Goniadidae. Inga underarter finns listade i Catalogue of Life.